# Charrúa
Charrúa, indijanski narod porodice Charruan porijeklom iz Urugvaja, odakle su se nakon što su došli do konja prodrli u područje Argentine. Charrue po kulturi pripadaju području Pampa, kao i plemena Huarpe, Chana-Mbegua, Querandi, Minuane, Puelche, Pehuenche, Poya i Tehuelche. Staroj izvornoj charrua-kulturi ekonomija se temelji na lovu nandua i jelena, te sakupljanju divljeg voća, korijenja, nanduovih jaja.
Uz obalu su Charrue imali kanue dužine 12 hvati (21.9 metara) i bavili se ribolovom s mrežama, a ribu su znali i sušiti i konzervirati za kasniju upotrebu.
Od oružja su imali bole, luk i strijelu s kamenim vrškom, praćku i kratka koplja, koja su zamijenili dugim kopljem nakon što je uveden konj. Kolibice su im bili vjetrobrani od četiri u tlo zabijena kolca, prekrivene rogožinom od trave, bez stropova, da bi kasnije konstruirali kolibe od granja, dijelom prekrivene kožama.
Odjeća se sastojala od krznenog ogrtača urešenog geometrijskim figuricama i kratke kožne suknjice. Tetoviranje je bilo uobičajeno, a kitili su se i perjem i nosili narukvice od ribljih kostiju.
Charrue su bili poligamni, ali ne često, dok rastave bijahu rijetke.